# 粟特神祇白畫
粟特神祇白畫（法語：Deux divinités féminines；英語： 或 ）是一幅公元10世紀敦煌歸義軍時期的紙本白畫，描繪粟特人崇拜的兩名祆教神祇。由法國探險家伯希和在莫高窟發現，今藏巴黎法國國家圖書館。

## 分析

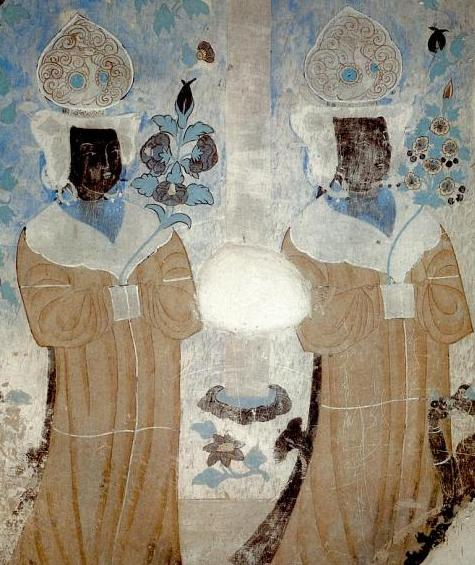
頭戴相同桃形冠的回鶻女子

饒宗頤在《敦煌白畫》中提到該圖：「（編號為  的白畫）繪二女相向坐，帶間略施淺絳，顏微着赭色，頰塗兩暈，餘皆白描。一女手持蛇蠍，側有一犬伸舌，舌設朱色。一女捧杯盤，盤中有犬。紙本已汙損，懸掛之帶尙存。」這幅畫的風格雖已漢化，但畫裡仍有很多異於中原文化的符號，左邊神像的着裝亦明顯同當時中土流行的服飾不同。近年在中亞粟特和闐地區發現的祆教圖像中，常有手托小型動物（羊、駝、犬）的圖像，與該畫內容頗多關聯。
這幅白畫經中山大學歷史系教授姜伯勤考證，確認是祆教圖像，畫中二女神為粟特神祇。他還認為右邊手持日月蛇蠍的四臂神像是粟特人最為崇拜的祆教女神娜娜（Nanā），他運用圖像學及圖像誌的方法研究各種娜娜女神的圖像和文獻來充實這個觀點，並闡釋了敦煌賽祆的情景同粟特祆神紙本畫像的運用。歷史學家張廣達認為左邊女神象徵祆教善神妲瑞娜，右邊則代表惡神妲厄媧。姜伯勤雖接受張廣達關於妲瑞娜的說法，但他確定右邊神像乃是女神娜娜。
娜娜女神是源自美索不達米亞的神祇，據說她的原型是蘇美的性愛、豐產及戰爭女神伊南娜，後來融入祆教神祇之列。薩珊王朝時期，對娜娜女神的崇拜被粟特商人帶入東亞，漢化後叫做「胡天南太后」。該畫女神頭部佩戴的桃形冠可能受到回鶻頭飾的影響。

## 腳註
1. ↑  賽祆是一種祭祀活動，有祈福、酒宴、歌舞、幻術、化妝遊行等盛大場面，是粟特胡商「琵琶鼓笛，酣歌醉舞」的廟會式娛樂活動。祆神祭祀時的迎神曲，稱做穆護歌，隋朝樂府中已有「穆護砂」，宋人姚寬曾說「穆護原為祆廟賽神之曲」[4]。

## 外部連結
- （法文）